# 佐賀県中学校の廃校一覧
佐賀県中学校の廃校一覧（さがけんちゅうがっこうのはいこういちらん）は、佐賀県の廃校となった中学校の一種。対象となるのは、1947年（昭和22年）の学制改革以降に廃校となった中学校と分校である。名称は廃校当時のもの。廃校時に属していた自治体が合併により消滅している場合は現行の自治体に含める。また現在休校中の学校は公式には存続していることとなっているが、便宜上本項に記載する。

## 佐賀市
- 佐賀市立北川副中学校（1955年 佐賀市立城南中学校へ統合）[1]
- 佐賀市立兵庫中学校（1957年統合により佐賀市立城東中学校へ）[1]
- 佐賀市立巨勢中学校（同上）[1]
- 佐賀市立嘉瀬中学校（1958年 佐賀市立昭栄中学校へ統合）[1]
- 佐賀市立金立中学校（1960年久保泉中と統合し佐賀市立金泉中学校へ）[1][2]
- 佐賀市立久保泉中学校（1960年金立中と統合し金泉中へ）[1][2]
- 佐賀市立西与賀中学校（1963年統合により佐賀市立城西中学校へ）[1]
- 佐賀市立本庄中学校（同上）[1]
- 佐賀市立高木瀬中学校（1965年統合により佐賀市立城北中学校へ）[1]
- 佐賀市立鍋島中学校【初代】（同上）[1]
- 佐賀市立芙蓉中学校（2006年佐賀市立芙蓉小学校と統合し佐賀市立小中一貫校芙蓉校へ）[3]
- 佐賀市立北山中学校（2008年佐賀市立北山小学校と統合し佐賀市立小中一貫校北山校へ）[4]
- 大和村立春日中学校（1958年統合により佐賀市立大和中学校〈当時：大和村立〉へ）[5]
- 大和村立川上中学校（同上）[5]
- 川副町立南川副中学校（1958年統合により佐賀市立川副中学校〈当時：川副町立〉へ）[6]
- 川副町立西川副中学校（同上）[6]
- 川副町立中川副中学校（同上）[6]
- 川副町立大詫間中学校（1959年川副中へ統合）[6]
- 諸富町立諸富北中学校（1962年統合により佐賀市立諸富中学校〈当時：諸富町立〉へ）[7]
- 諸富町立諸富南中学校（同上）[7]

## 唐津市
- 唐津市立高島中学校（唐津市立第三中学校から改称、2004年唐津市立第五中学校へ統合）[8]
- 唐津市立神集島中学校（2004年唐津市立湊中学校へ統合）[8]
- 唐津市立向島中学校（2010年唐津市立肥前中学校へ統合）[8]
- 唐津市立第四中学校（2013年統合により唐津市立高峰中学校へ）[9]
- 唐津市立切木中学校（同上）[9]
- 唐津市立大良中学校（同上）[9]
- 唐津市立呼子中学校（2013年統合により唐津市立海青中学校へ）[10]
- 唐津市立打上中学校（同上）[10]
- 唐津市立名護屋中学校（同上）[10]
- 鬼塚村立鬼塚中学校〈旧〉（1952年久里中と統合し鬼塚村久里村組合立鬼塚中学校〈現：唐津市立鬼塚中学校〉へ）[11]
- 久里村立久里中学校（1952年鬼塚中〈旧〉と統合し鬼塚中〈新〉へ）[注釈 1]
- 浜崎玉島町立浜崎中学校（1967年玉島中と統合し唐津市立浜玉中学校〈当時：浜崎玉島町立〉へ）[12]
- 浜崎玉島町立玉島中学校（1967年浜崎中と統合し浜玉中へ）[12]
- 私立海の星中学校（1958年 唐津市立馬渡中学校〈当時:鎮西町立〉へ統合[13]）
- 呼子町立加部島中学校（1985年呼子中へ統合）[8]
- 鎮西町立松島中学校（1987年唐津市立加唐小中学校〈当時：鎮西町立〉へ統合）[14]

## 鳥栖市
- 鳥栖市立麓中学校（1968年旭中と統合し鳥栖市立鳥栖西中学校へ）[15]
- 鳥栖市立旭中学校（1968年麓中と統合し鳥栖西中へ）[15]

## 多久市
- 多久市立中部中学校（1966年西部中と統合し西渓中へ）[16]
- 多久市立西部中学校（1966年中部中と統合し西渓中へ）[16]
- 多久市立北部中学校（1983年南部中と統合し中央中へ）[16]
- 多久市立南部中学校（1983年北部中と統合し中央中へ）[16]
- 多久市立西渓中学校（2017年西渓小と統合し多久市立東原庠舎西渓校へ）[17]
- 多久市立東部中学校（2017年東部小と統合し多久市立東原庠舎東部校へ）[8]
- 多久市立中央中学校（2017年中央小と統合し多久市立東原庠舎中央校へ）[8]

## 伊万里市
- 伊万里市立二里中学校（1958年東山代中と統合し伊万里市立国見中学校へ）[18]
- 伊万里市立東山代中学校（1958年二里中と統合し国見中へ）[18]
- 伊万里市立大川中学校（1993年松浦中と統合し東陵中へ）[19]
- 伊万里市立松浦中学校（1993年大川中と統合し東陵中へ）[19]
- 伊万里市立黒川中学校（2000年波多津中と統合し伊万里市立青嶺中学校へ）[20]
- 伊万里市立波多津中学校（2000年黒川中と統合し青嶺中へ）[20]
- 伊万里市立滝野中学校（2014年滝野小と統合し伊万里市立小中一貫校滝野校へ）[21]
- 伊万里市立南波多中学校（2018年南波多小と統合し伊万里市立南波多郷学館へ）[22]
- 伊万里市立小中一貫校滝野校（2022年中学部は伊万里市立国見中学校へ統合）[8]
- 伊万里市立東陵中学校（2025年大川小、松浦小と統合し、伊万里市立東陵学園へ）[23]

## 武雄市
- 武雄市立東川登中学校（1966年西川登中と統合し武雄市立川登中学校へ）[注釈 2]
- 武雄市立西川登中学校（1966年東川登中と統合し川登中へ）
- 武雄市立武内中学校（1972年若木中と統合し武雄市立武雄北中学校へ）[24]
- 武雄市立若木中学校（1972年武内中と統合し武雄北中へ）[24]
- 山内村立山内東中学校（1959年山内西中と統合し武雄市立山内中学校〈当時：山内村立〉へ）[25]
- 山内村立山内西中学校（1959年山内東中と統合し山内中へ）[25]
- 朝日村立朝日中学校（1949年橘中と統合し武雄町朝日村橘村組合立武雄中学校へ）[注釈 3]
- 橘村立橘中学校（1949年朝日中と統合し武雄中へ）
- 橋下村立橋下中学校（1956年北方町立北方中学校へ統合）[注釈 4]

## 鹿島市
- 鹿島市立古枝中学校（1960年統合により鹿島市立東部中学校へ）[26]
- 鹿島市立浜中学校（同上）[26]
- 鹿島市立七浦中学校（同上）[26]
- 鹿島市立能古見中学校（1975年統合により鹿島市立西部中学校へ）[27]
- 鹿島市立鹿島中学校（同上）[27]
- 鹿島市立北鹿島中学校（同上）[27]

## 小城市
- 牛津町立牛津中学校〈旧〉（1961年5月1日砥川中と統合し小城市立牛津中学校〈当時：牛津町立〉へ）[28]
- 牛津町立砥川中学校（1961年5月1日牛津中〈旧〉と統合し牛津中〈新〉へ）[28]
- 小城市立芦刈中学校（2014年芦刈小と統合し小城市立小中一貫校芦刈観瀾校へ）[29]

## 嬉野市
- 塩田町立塩田中学校 〈旧〉（1968年塩田中・久間中・五町田中の3校統合で嬉野市立塩田中学校〈当時：塩田町立〉へ）
- 塩田町立久間中学校（同上）
- 塩田町立五町田中学校（同上）

## 神埼市
- 神埼町立神埼中学校〈旧〉（1958年統合により神埼市立神埼中学校〈当時：神埼町立〉へ）[30]
- 神埼町立仁比山中学校（同上）[30]
- 神埼町立西郷中学校（同上）[30]
- 千代田村立千代田東部中学校（1958年統合により神埼市立千代田中学校〈当時; 千代田村立〉へ）[注釈 5]
- 千代田村立千代田中部中学校（同上）
- 千代田村立千代田西部中学校（同上）

## 神埼郡
- 東脊振村立小川内中学校（1960年吉野ヶ里町立東脊振中学校〈当時：東脊振村立〉へ統合）[31]

## 三養基郡
- 三根町立三根東中学校（1963年三根西中と統合しみやき町立三根中学校〈当時：三根町立〉へ）[32]
- 三根町立三根西中学校（1963年三根東中と統合し三根中へ）[32]

## 東松浦郡
- 玄海町立有浦中学校（2015年値賀中と統合し玄海中へ）[33]
- 玄海町立値賀中学校（2015年有浦中と統合し玄海中へ）[33]
- 玄海町立玄海中学校（2017年玄海町立玄海小学校と統合し小中一貫の玄海町立玄海みらい学園へ）[34]

## 杵島郡
- 大町町立大町中学校（2016年大町町立大町小学校と統合し大町町立小中一貫校大町ひじり学園へ）[8]
- 白石町立白石中学校（1962年統合により白石町立白石中学校へ）[35]
- 白石町立須古中学校（同上）[35]
- 白石町立六角中学校（同上）[35]
- 白石町立北明中学校（同上）[35]
- 白石町立白石中学校〈旧〉（2024年統合により白石町立白石中学校〈新〉へ）[36]
- 白石町立有明中学校（同上）[36]
- 白石町立福富中学校（同上）[36]
- 有明村立有明西中学校（1962年統合により有明村立有明中学校へ）[37]
- 有明村立有明東中学校（同上）[37]
- 有明村立有明南中学校（同上）[37]